# Wikipédia en slovène
Wikipédia en slovène (en slovène : Slovenska Wikipedija) est l’édition de Wikipédia en slovène, langue slaves méridionale parlée principalement Slovénie. L'édition est lancée le 8 mars 2002. Son code est : sl.
Au 21 mars 2025, l'édition en slovène contient 191 961 articles et compte 240 283 contributeurs, dont 347 contributeurs actifs et 22 administrateurs.

## Présentation

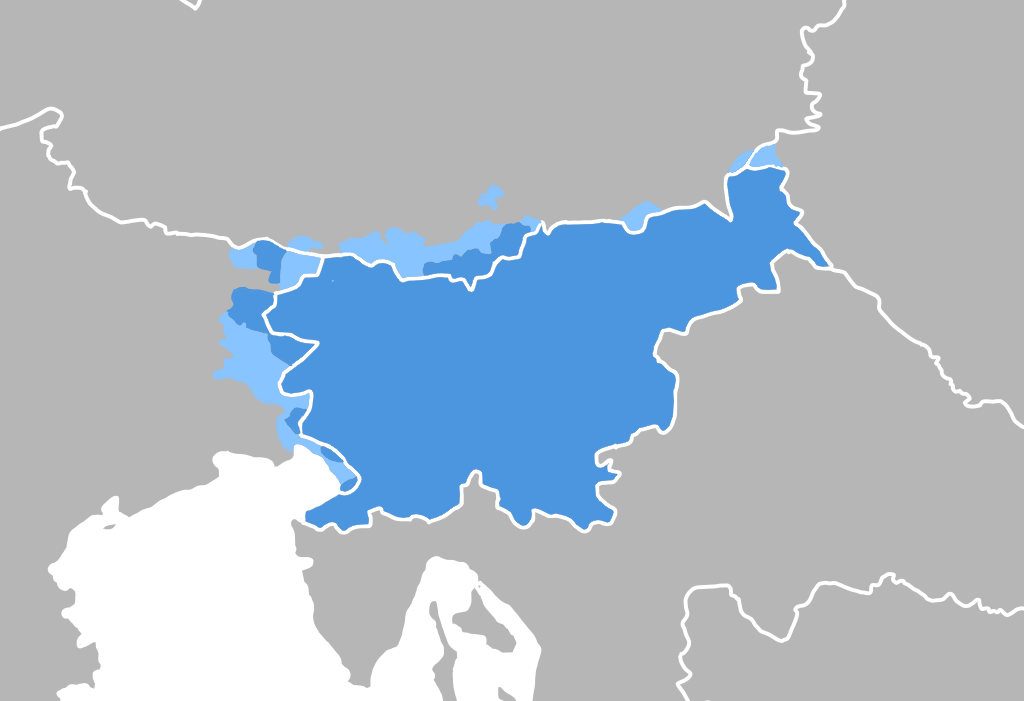
Aire de diffusion du slovène.

## Statistiques
- En février 2009, l'édition en slovène compte quelque 70 900 articles et 34 500 utilisateurs enregistrés.
- Le seuil des 60 000 articles est franchi le 7 mars 2008.
- Le 15 février 2021, elle compte plus de 170 000 articles.
- Le 2 novembre 2022, elle contient 178 283 articles et compte 215 686 contributeurs, dont 345 contributeurs actifs et 22 administrateurs.
- Le 11 août 2024, elle contient 186 242 articles et compte 234 725 contributeurs, dont 285 contributeurs actifs et 22 administrateurs.